# Rio Liard
O rio Liard é um rio do Canadá, nas províncias de Colúmbia Britânica, Territórios do Noroeste e Yukon, com 1115 km de comprimento e com uma bacia hidrográfica com 277 100 km² (maior que países como a Nova Zelândia ou Gabão). Nasce nos Montes Pelly no sudeste de Yukon, correndo para sudeste na direção da Colúmbia Britânica até desaguar no rio Mackenzie em Fort Simpson. A região que atravessa é maioritariamente de bosque boreal e muskeg, uma mistura de turfa com algumas árvores.
A origem do nome do rio é o termo liards, da língua francesa, que era usado pelos canadianos como nome comum para um tipo de álamo que cresce ao longo do curso do rio.
O primeiro europeu a percorrer a maior parte do rio foi John McLeod, da Companhia da Baía de Hudson. Partindo de Fort Simpson em 28 de junho de 1831, McLeod e outras oito pessoas subiram o rio, alcançando e dando nome ao rio Dease em seis semanas. Quatro dias depois, alcançaram o rio Frances e subiram-no por engano, pensando que era o curso principal do Liard. Nove anos depois, outro empregado da Companhia da Baía de Hudson, Robert Campbell, viajou até à nascente do Liard na cordilheira de Saint Cyr. A Campbell foram dadas ordens de continuar as explorações de McLeod de 1831 ao longo da cabeceira norte do sistema Liard. Em 1840 chegou ao lago Frances (Yukon), ao qual deu o nome em homenagem a Frances Ramsay Simpson, mulher do governador da Companhia da Baía de Hudson.

## Afluentes
Os principais afluentes do Liard, desde a nascente até à foz, são os seguintes:
- rio Frances;
- rio Dease, com comprimento de 265 km;
- rio Kechika;
- rio Fort Nelson, com comprimento de 517 km (até à nascente do rio Sikanni Chief) e bacia de 55 900 km²;
- rio Kotaneelee;
- rio Petitot, com comprimento de 404 km e bacia de 23 300 km²;
- rio Muskeg;
- rio South Nahanni, com comprimento de 563 km e bacia de 36 300 km².

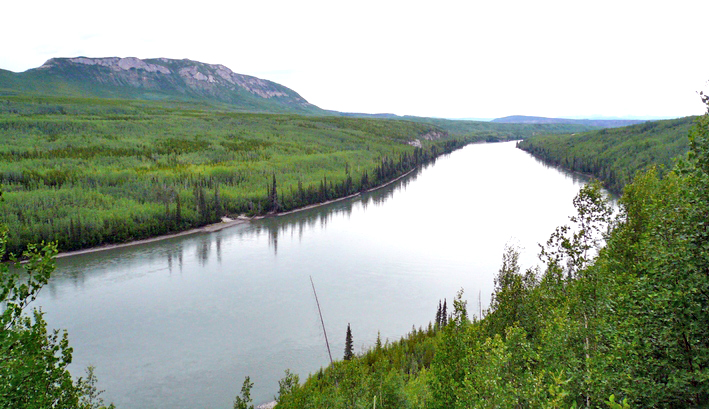
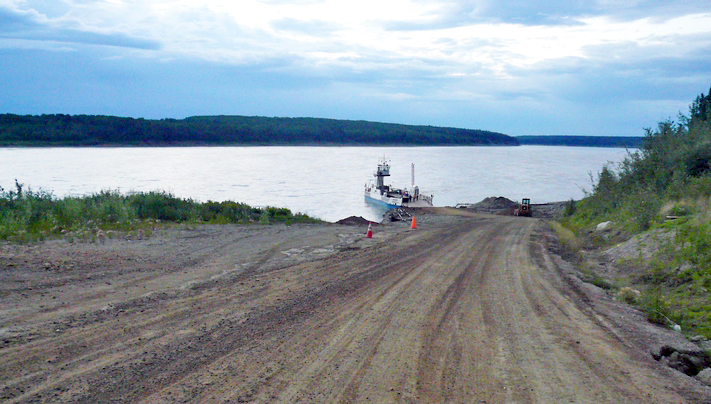
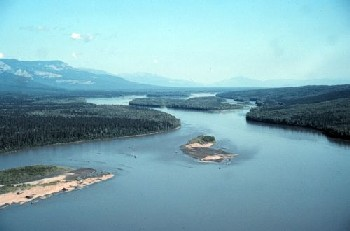